# Pierre Drieu la Rochelle
Pierre Drieu la Rochelle, (Pariz, 3. siječnja 1893. – Pariz, 16. ožujka 1945.), bio je francuski književnik.  Istaknuo se pisanjem romana, drama, pjesama i političkih eseja.

## Životopis
Kao mladi student politike je bio zadivljen i opčinjem djelovanjem reda. Pod utjecajem britanskog književnika Rudyarda Kiplinga počeo je pisati romane. Sa zanosom je sudjelovao u I. svjetskom ratu, no ubrzo se razočarao kad stvari više nisu bile po njegovim zamislima. Godine 1917. objavio je pjesničku zbirku "Propitkivanja", gdje je iznosio niz misli i komentara o borbi vojnika kako bi obranili svoju domovinu. U početku je bio privučen komunističkom ideologijom, nadrealizmom, i drugim društvenim pokretima onog doba, no kasnije se priključio fašizmu. Nakon završetka I. svjetskog rata je u svojim romanima iznosio duhovno stanje Francuske. Surađivao s nacistima dok je bio urednik uglednih francuskih novina La Nouvelle Revue française. Godine 1945. bio je uhićen i poslan u zatvor i ubrzo pušten na slobodu, ali teretile su ga optužbe zbog kolaboracije u cilju širenja ideja fašizma i antisemitizma. Iste je godine počinio samoubojstvo.

## Važna djela
- romani "Sanjalačka buržoazija i "Čovjek prekriven ženama
- eseji "Mjera Francuske" i "Fašistički socijalizam"
- autobiografija "Gilles, 1939.
- drame "Šef" i "Charlotte Corday
- pjesma "Pitanja"